# Campionati norvegesi di sci alpino 1961
I Campionati norvegesi di sci alpino 1961 si svolsero a Rjukan tra il 17 e il 19 marzo; furono assegnati i titoli di discesa libera, slalom gigante, slalom speciale e combinata, sia maschili sia femminili.

## Risultati

### Uomini

#### Discesa libera
| Pos. | Atleta           | Nazione  |
| ---- | ---------------- | -------- |
| 1    | Arild Holm       | Norvegia |
| 2    | Oddvar Rønnestad | Norvegia |
| 3    | Harald Arnesen   | Norvegia |

Data: 17 marzo

#### Slalom gigante
| Pos. | Atleta             | Nazione  |
| ---- | ------------------ | -------- |
| 1    | Arild Holm         | Norvegia |
| 2    | Oddvar Rønnestad   | Norvegia |
| 3    | Fritjof Fredriksen | Norvegia |

Data: 18 marzo

#### Slalom speciale
| Pos. | Atleta               | Nazione  |
| ---- | -------------------- | -------- |
| 1    | Per Martin Sunde     | Norvegia |
| 2    | Arild Holm           | Norvegia |
| 3    | Hans Magnus Andersen | Norvegia |

Data: 19 marzo

#### Combinata
| Pos. | Atleta         | Nazione  |
| ---- | -------------- | -------- |
| 1    | Arild Holm     | Norvegia |
| 2    | Harald Arnesen | Norvegia |
| 3    | Knut Bere      | Norvegia |

Data: 17-19 marzo

### Donne

#### Discesa libera
| Pos. | Atleta              | Nazione  |
| ---- | ------------------- | -------- |
| 1    | Siri Borge Andersen | Norvegia |
| 2    | Dikke Eger          | Norvegia |
| 3    | Lise Smith          | Norvegia |

Data: 17 marzo

#### Slalom gigante
| Pos. | Atleta              | Nazione  |
| ---- | ------------------- | -------- |
| 1    | Siri Borge Andersen | Norvegia |
| 2    | Aud Hvammen         | Norvegia |
| 3    | Vibeke Thrane       | Norvegia |

Data: 18 marzo

#### Slalom speciale
| Pos. | Atleta              | Nazione  |
| ---- | ------------------- | -------- |
| 1    | Dikke Eger          | Norvegia |
| 2    | Siri Borge Andersen | Norvegia |
| 3    | Vibeke Thrane       | Norvegia |

Data: 19 marzo

#### Combinata
| Pos. | Atleta              | Nazione  |
| ---- | ------------------- | -------- |
| 1    | Siri Borge Andersen | Norvegia |
| 2    | Dikke Eger          | Norvegia |
| 3    | Lise Smith          | Norvegia |

Data: 17-19 marzo